# Jokosuka E14Y
Jokosuka E14Y1 (japonsky: 零式小型水上偵察機, Reišiki/Zerošiki kogata suidžó teisacuki; Malý průzkumný hydroplán Typ 0, ve spojeneckém kódu Glen) byl průzkumný plovákový letoun japonského císařského námořního letectva, který byl určený pro operace z palub velkých oceánských ponorek japonského císařského námořnictva. Celkem bylo postaveno 126 kusů.
Nevelký letoun byl přepravován na palubě ponorky rozložený ve vodotěsném hangáru. Křídla a plováky byly k trupu připojeny až před startem k bojové misi.
Stroj byl za války nasazen k řadě průzkumných misí. Například už několik dní po útoku na Pearl Harbor 17. prosince 1941 jeden Glen z ponorky I-7 zjišťoval škody způsobené japonským útokem. Jiný letoun pilotován rotmistrem Fujitou, vypuštěný z japonské ponorky I-25 u amerických břehů, provedl historicky první bombardování kontinentálního území USA, když svrhl zápalné fosforové pumy na lesy v Oregonu při náletu, kterému Američané říkají The Lookout Air Raid.

## Specifikace

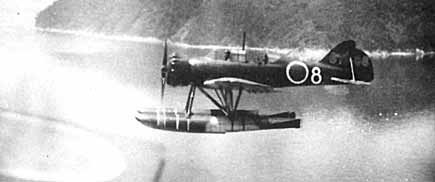
Jokosuka E14Y

### Technické údaje
- Osádka: 2
- Rozpětí: 11 m
- Délka: 8,54 m
- Výška: 3,8 m
- Nosná plocha: 19 m²
- Plošné zatížení: 76,3 kg/m²
- Hmotnost prázdného letounu: 1 119 kg
- Vzletová hmotnost: 1 450 kg
- Max. vzletová hmotnost: 1 600 kg
- Pohonná jednotka: 1 × hvězdicový devítiválec Hitači Tempu 12
  - Výkon pohonné jednotky: 340 hp (254 kW)

### Výkony
- Nejvyšší rychlost: 246 km/h
- Cestovní rychlost: 167 km/h
- Dostup: 5 420 m
- Dolet: 880 km

### Výzbroj
- 1 × 7,7mm kulomet typ 92
- 2 × 30kg puma[p 1]